# Nordická rasa
Nordická rasa je historický koncept, pomocí něhož se někteří antropologové na přelomu 19. a 20. století snažili rozdělit obyvatelstvo Evropy do tří samostatných skupin podle jejich více či méně sdílených tělesných a mentálních charakteristik. Mezi tzv. nordický typ řadili populace severní a střední Evropy, především pak ty v okolí Baltského moře. Koncept se často ukazoval v dílech představitelů rasových ideologií a nacistické antropologie. Nacismus se termínem inspiroval pro ideologii „nadřazené árijské rasy“